# Coles
|  | Per a altres significats, vegeu «Dinastia Cola». |

Coles és un municipi de la província d'Ourense a Galícia. Pertany a la Comarca d'Ourense.
| 5.273 | 4.954 | 4.810 | 3.369 | 3.252 |
| Fonts: INE i IGE (Els criteris de registre censal variaren i les dades de l'INE i de l'IGE poden no coincidir.) |       |       |       |       |

## Parròquies
- Albán (San Paio)
- A Barra (Santa María)
- Cambeo (Santo Estevo)
- Coles (San Xoán)
- Gueral (San Martiño)
- Gustei (Santiago)
- Melias (San Miguel)
- Ribela (San Xillao)
- Santa Mariña de Albán (Santa Mariña)
- Santo Eusebio da Peroxa (Santo Eusebio)
- Ucelle (Santa María)